# Barent Fabritius
Barent Fabritius, ou Barent Pietersz Fabritius, ou ainda Bernard Pietersz Fabritius, (Midden-Beemster, 1624 — Amesterdão, 1673) foi um pintor dos Países Baixos.
Filho de Pieter Carelsz Fabritius, estudou com o seu irmão Carel Fabritius, e provavelmente também com Rembrandt. Pintor de cenas bíblicas (Os três anjos perante Abraão, A apresentação no templo), mitológicas e de carácter histórico, para além de expressivos retratos.